# Чейссон, Алекс
Алекс Чейссон (фр. Alex Chiasson; род. 1 октября 1990, Монреаль) — канадский хоккеист, нападающий, игрок клуба НХЛ «Детройт Ред Уингз». Обладатель Кубка Стэнли в составе «Вашингтон Кэпиталз» (2018)

## Карьера
На юношеском уровне играл за команду «Де-Мойн Баккэнирс»; в том же сезоне стал лучшим бомбардиром команды и вошёл в число участников матча Всех звёзд USHL.
На драфте НХЛ 2009 года был выбран в 2-м раунде под общим 38-м номером клубом «Даллас Старз». После выбора на драфте продолжил карьеру, играя за команду Бостонского университета. По итогам сезона 2010/11 стал лучшим бомбардиром команды.
26 марта 2012 года подписал с «Далласом» трёхлетний контракт новичка; он был переведён в фарм-клуб «Техас Старз». Дебютировал в НХЛ 3 апреля 2013 года в матче с «Анахаймом»; который «утки» выиграли со счётом 5:2.
1 апреля 2014 года вошёл в сделку по обмену в «Оттаву Сенаторз». Летом 2015 года после судебных разбирательств продлил контракт с клубом на один год.
27 июня 2016 года был обменян в «Калгари Флеймз» на Патрика Силоффа. В тот же день он подписал контракт с клубом на один год.
Став свободным агентом, 4 октября 2017 года подписал контракт с клубом «Вашингтон Кэпиталз» на один год. В 2018 году в составе «Вашингтона» он стал обладателем Кубка Стэнли.
Став свободным агентом, 2 октября 2018 года подписал однолетний контракт с клубом «Эдмонтон Ойлерз». Отыграв в составе «Эдмонтона» три сезона, 12 октября 2021 года в качестве свободного агента подписал контракт с клубом «Ванкувер Кэнакс».
Став свободным агентом летом 2022 года, той же осенью присоединился к «Детройт Ред Уингз», но был отправлен в фарм-клуб команды «Гранд-Рапидс Гриффинс».